# St. Johannes (Mecheln)

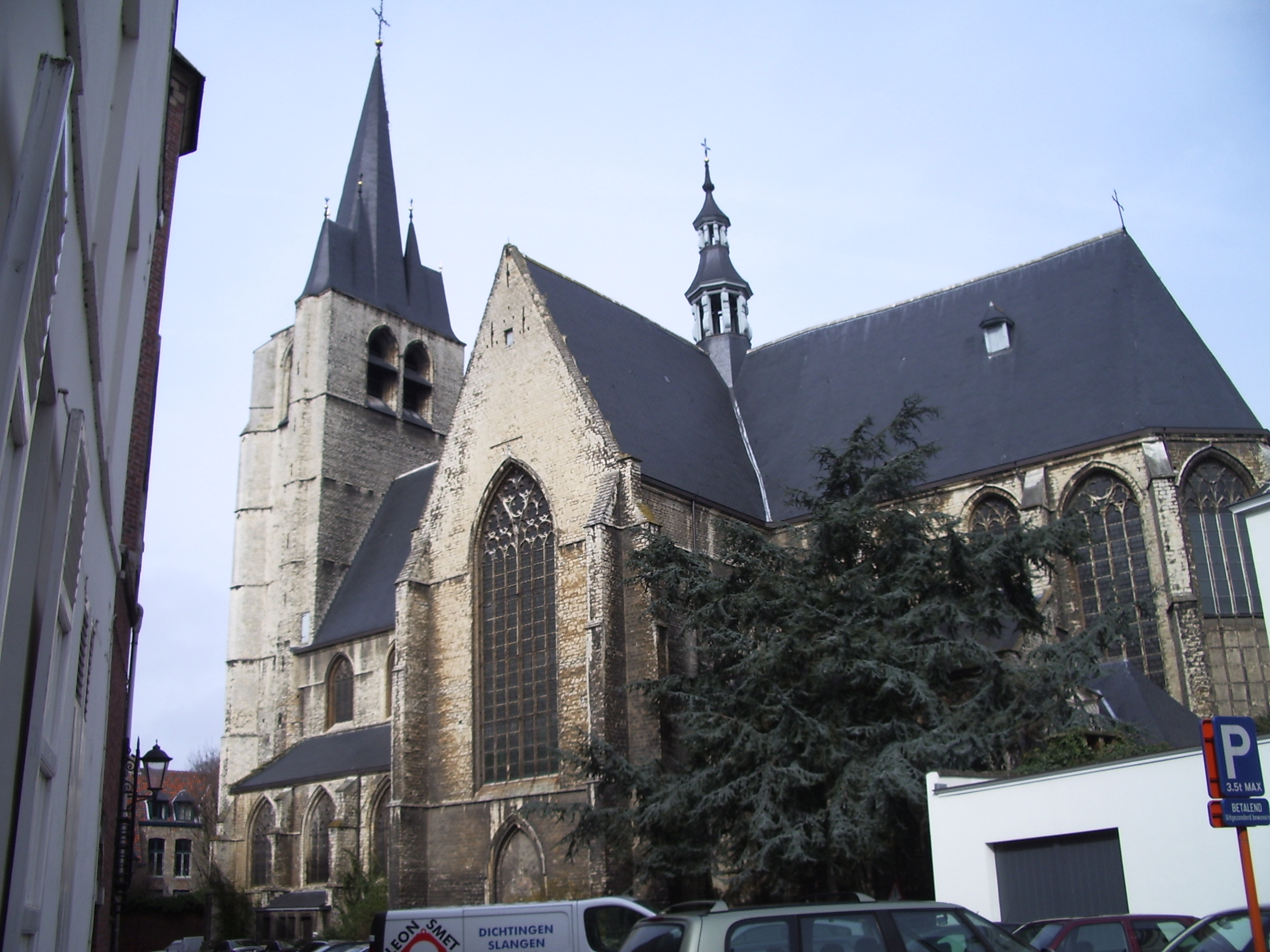
St. Johannes (Mecheln)

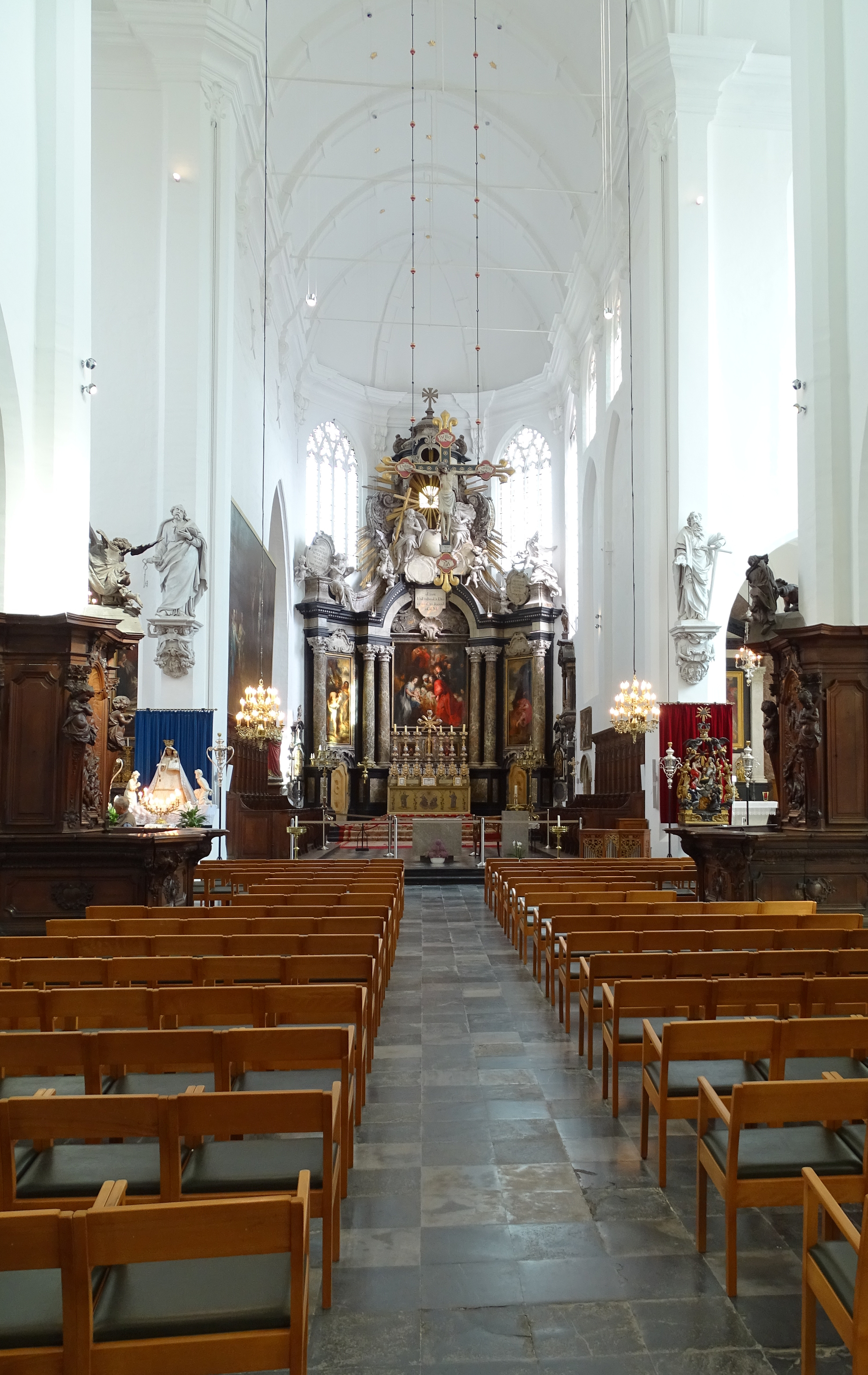
Innenansicht nach Osten

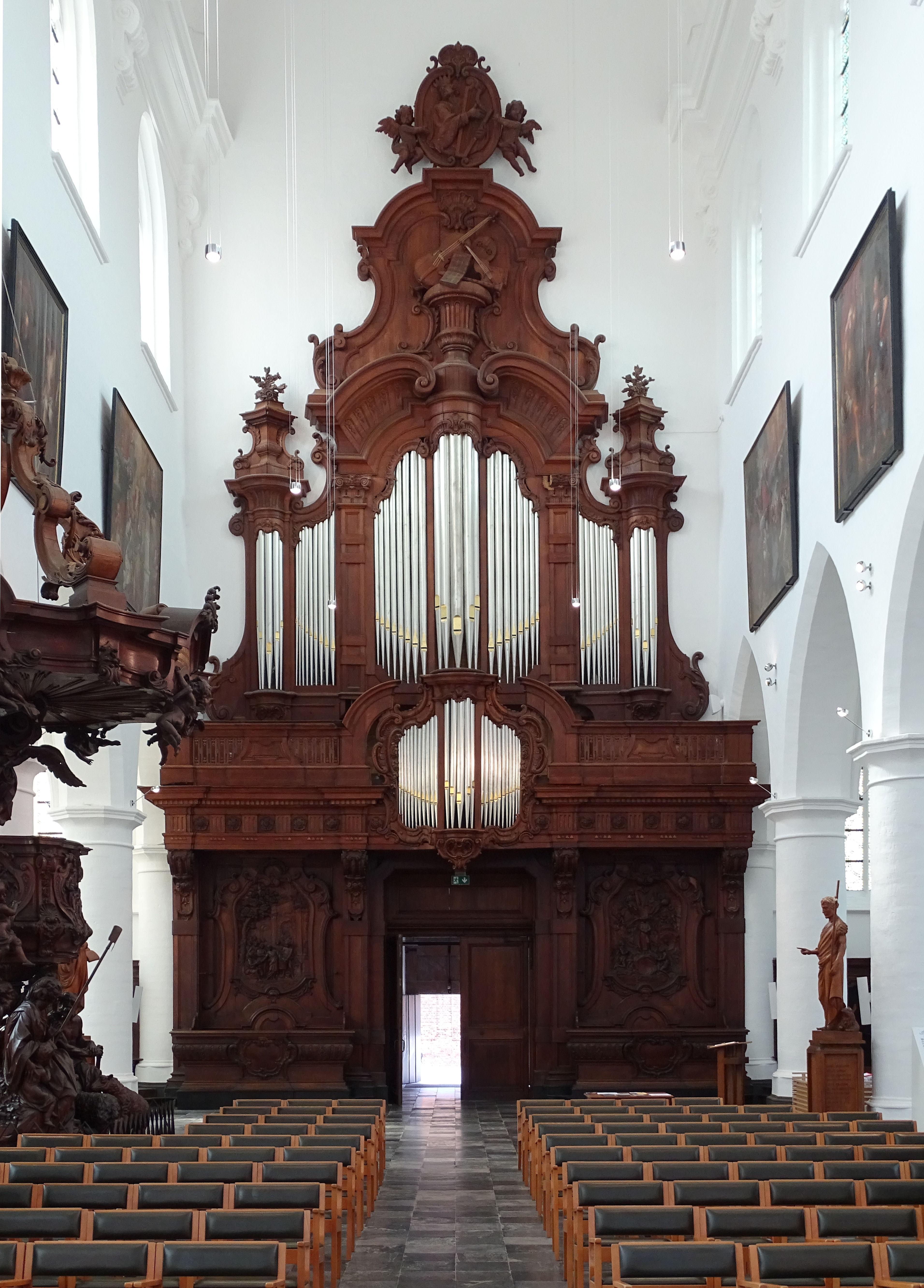
Innenansicht nach Westen mit Orgelprospekt

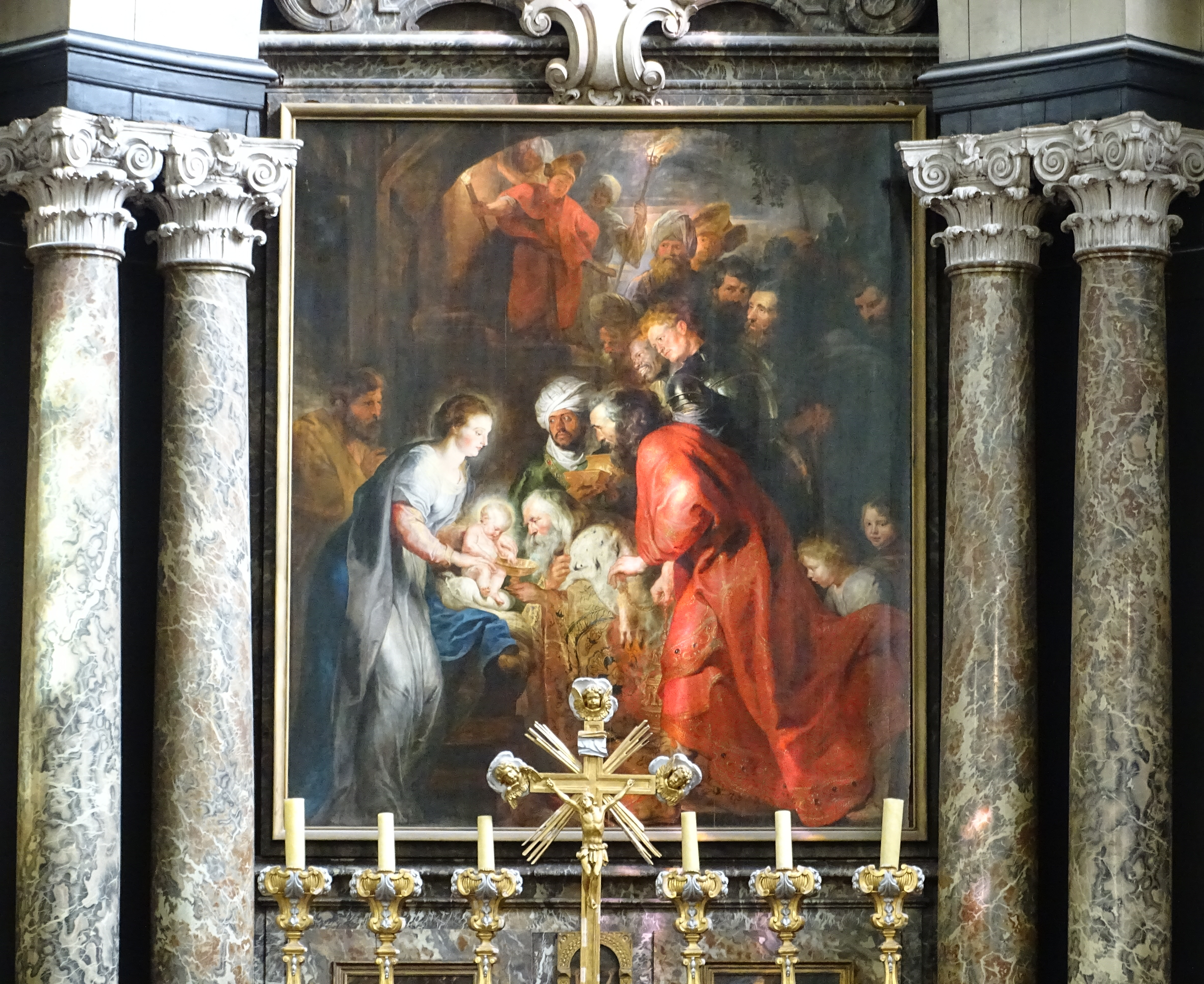
Altarbild Anbetung der Könige (Rubens)

Die römisch-katholische Kirche St. Johannes (niederländisch Sint-Janskerk) ist eine gotische Kirche aus dem 15. Jahrhundert in Mecheln. Diese Kirche ist Johannes dem Täufer und Johannes dem Evangelisten geweiht und ist ein geschütztes Kulturdenkmal. Etwa 20 Meter weiter südöstlich befindet sich die Stadtfesthalle.

## Geschichte
Bereits im 13. Jahrhundert befand sich an dieser Stelle eine Johannes dem Täufer geweihte Kapelle. Im selben Jahrhundert wurde die Kapelle zur Pfarrkirche erhoben. Im Laufe des 14. Jahrhunderts wurde die Kapelle um einen Chor, ein Querschiff und Seitenschiffe erweitert. In der zweiten Hälfte des 15. Jahrhunderts wurde die Kirche zu einem vollwertigen Gotteshaus ausgebaut. Die Turmspitze ist 55,5 Meter hoch und ist von vier kleinen Türmen umgeben. Angeblich bildete die Turmspitze den früheren Abschluss des Turms der Kathedrale von Mecheln. Die Kirche wurde 1483 von Hendrik van Bergen, Bischof von Kamerijk, geweiht. Das Gebäude wurde bei der Explosion der Zandpoort im Jahr 1546 schwer beschädigt. Während der Religionskriege wurde das Innere von den Bilderstürmern geplündert (1566) und sogar als Kaserne für die Truppen von Herzog Alba genutzt (1572). Ab 1645 wurde die Kirche von den Oratorianern des nahen Klosters betreut. Im Jahre 1708 wurde ein Teil der Sakristei angebaut. Im Jahr 1799, unter der französischen republikanischen Herrschaft, wurde das Kirchengebäude öffentlich versteigert, aber später vom Käufer an die Kirche zurückgegeben. Die Kirche wurde zu Beginn des 21. Jahrhunderts gründlich restauriert. Nachdem zunächst das Äußere restauriert wurde, konnte 2018 die Restaurierung des Inneren abgeschlossen werden.

## Kunstwerke
Die Anbetung der Könige von Peter Paul Rubens gehört zu den wertvollsten Stücken der Ausstattung. Am 27. Dezember 1616 unterzeichnete der Kirchenvorstand einen Vertrag mit Rubens für das Triptychon am Hochaltar. Der Künstler vollendete das Werk 1617, indem er das Gemälde an Ort und Stelle eigenhändig retuschierte. Der Kaufpreis von 1800 Gulden wurde in mehreren Raten bis 1624 bezahlt. Die Seitentafeln, die auf der Vorder- und Rückseite gemalt sind, bestehen aus den folgenden Tafeln: Der heilige Johannes der Evangelist auf der Insel Patmos, Der heilige Johannes der Evangelist im siedenden Öl, Der enthauptete Johannes der Täufer und Die Taufe Christi. Unter der zentralen Tafel befindet sich die Predella, die aus drei kleinen Gemälden besteht: Christus am Kreuz, aus der Werkstatt von Rubens, welches sich noch in der Kirche befindet, sowie Die Anbetung der Hirten und Die Auferstehung Christi. Die beiden letzteren wurden nach der Französischen Revolution nicht zurückgegeben und befinden sich heute im Museum der Schönen Künste in Marseille.
Die Verkündigung der Geburt Christi stammt aus der Werkstatt von Rubens. Das Bild Die vier Evangelisten ist eine von Jacob Jordaens angefertigte Kopie eines anderen seiner Werke, die sich heute im Louvre befindet.
Ein Triptychon mit den Bildern Jesus trifft Veronika in der Mitte, links Sankt Norbert ernennt Hugo von Fosses zu seinem Nachfolger und rechts Die Vision des Heiligen Norbert wurde von Gaspar de Crayer geschaffen. Das Triptychon stammt aus der Abtei von Grimbergen.
Die Kanzel und die Kirchenbänke (links und rechts im Mittelgang) wurden von Theodoor Verhaegen angefertigt.
Das Orgelgehäuse und die hinteren Kirchenbänke wurden von Pieter Valckx geschaffen. Die Orgel war ein Werk von Aegidius-Franciscus van Peteghem aus dem Jahr 1774 und hat nach mehreren Umbauten und Erweiterungen heute 26 Register auf zwei Manualen und Pedal.
Im Jahr 2008 entdeckte das Flämische Institut für Kulturerbe Wandmalereien aus dem 14. Jahrhundert hinter dem Orgelgehäuse im ersten Stock des Turms der St. Johanneskirche. Dabei handelt es sich um keine Fragmente, sondern zwei einzigartige, große Kunstwerke, die die Heiligen Christophorus und Georg darstellen. Diese Wandmalereien können nur in Begleitung eines Führers besichtigt werden.